# أوستين إرنست
أوستين إرنست (بالإنجليزية: Austin Ernst)‏ هي لاعبة غولف أمريكية، ولدت في 31 يناير 1992 في غرينفيل في الولايات المتحدة.

## وصلات خارجية
- أوستين إرنست على موقع رابطة لاعبات الغولف المحترفات (الإنجليزية)